# Crims al Bàltic: Llum d'hivern

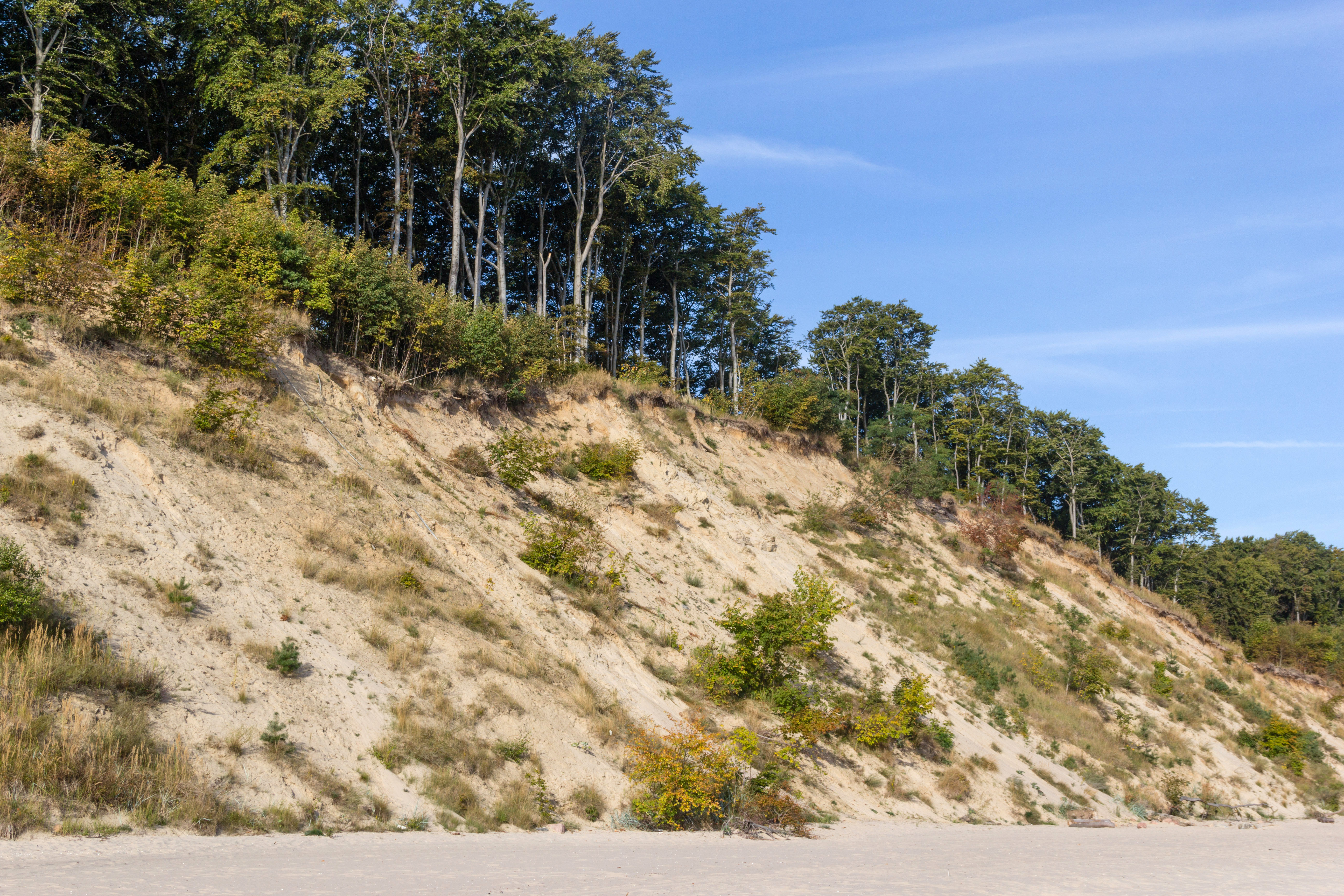
El rastre de la Julia es perd a la costa del mar Bàltic. El lloc de rodatge és als penya-segats d'Usedom.

Crims al Bàltic: Llum d'hivern (títol original en alemany, Der Usedom-Krimi: Winterlicht) és el sisè telefilm de la sèrie de pel·lícules de ficció criminal Crims al Bàltic. L'episodi es va emetre per primera vegada el 31 de gener de 2019 al canal alemany Das Erste, on va ser vist per 5,3 milions d'espectadors, cosa que va correspondre a una quota de pantalla del 16,7%. S'ha doblat al català central per a TV3, que va emetre'l el 3 de desembre de 2023.
Es va rodar del 6 de març al 5 d'abril de 2017 a l'illa d'Usedom i a Szczecin. Per a aquest episodi, es van fer imatges amb drons als penya-segats de l'illa.